# Blumenfest-Polka
Die Blumenfest-Polka ist eine Polka von Johann Strauss (Sohn) (op. 111). Das Werk wurde am 14. Mai 1852 im  Wiener Volksgarten erstmals aufgeführt.